# Christian Djoos
Olov Christian Djoos, född 6 augusti 1994 i Haga församling i Göteborg, är en svensk professionell ishockeyspelare som spelar för Brynäs IF i SHL. Djoos växte upp i Gävle.
Han har tidigare spelat på NHL-nivå för Anaheim Ducks, Washington Capitals och Detroit Red Wings. Och på lägre nivåer för Hershey Bears i AHL
Säsongen 2017–18, Djoos debutsäsong i NHL, blev han Stanley Cup-mästare med Washington Capitals sedan laget besegrat Vegas Golden Knights i finalserien med sammanlagt 4-1 i matcher.

## Privatliv
Han är son till den forne ishockeyspelaren Pär Djoos som spelade för bland annat Brynäs IF och Västra Frölunda HC och även hade en kortare NHL-karriär med Detroit Red Wings och New York Rangers.